# آساهی سافت درینکس
آساهی سافت درینکس (انگلیسی: Asahi Soft Drinks) شرکت نوشیدنی ژاپنی است، که در سال ۱۹۸۲ تأسیس شد.